# Fogaje

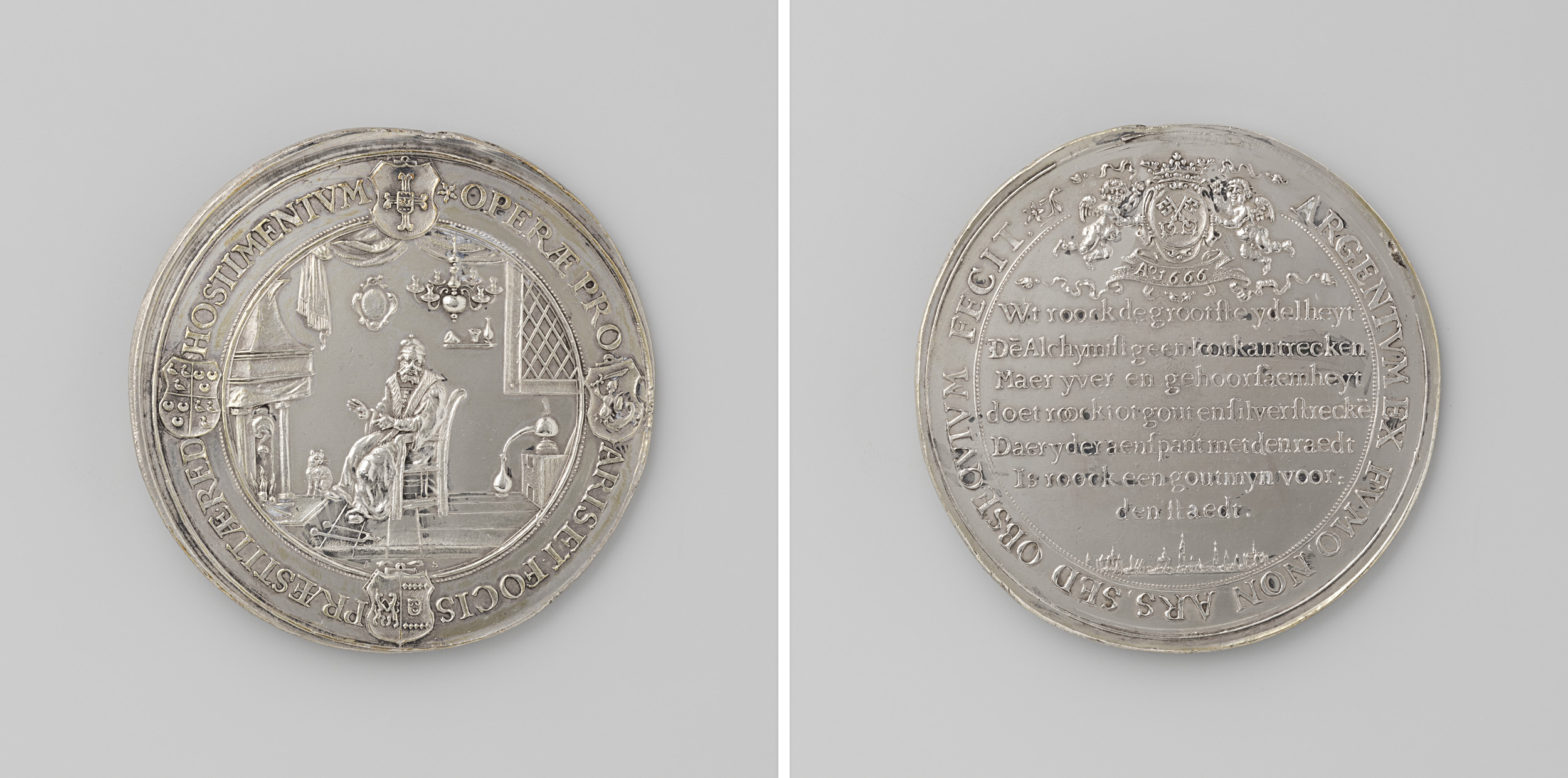
monedas conmemorativas en el Rijksmuseum Amsterdam

En el Medievo, el fogaje (focagium), o la fogueración, era el censo de los fuegos u hogares, es decir, por unidad familiar y/o de vivienda, para el cobro de impuestos directos.

## Francia
El fogaje existió en diversas provincias. Se tendió a generalizar en el siglo XIV cuando las finanzas reales sentaron sobre las villas y sobre las parroquias unas "ayudas" a fin de hacer frente a los gastos crecientes (sueldo de las gentes de guerra, retribución de los oficiales de Estado en número creciente).
- En 1274, los judíos debían pagar un fogaje en Carcasona.
- El fogaje de Provenza
- El fogaje de Bretaña

## España

### Corona de Aragón
El fogaje fue creado en la época de Pedro II. Según las Cortes de Tarazona de 1495, forman parte de un fuego "todas aquellas personas que habitan una casa y toman la despensa de un superior o pater familias". Se ha conservado documentación de varios fogajes hechos en el Reino de Aragón. El más conocido es sin duda el fogaje de 1495, del que se han conservado en el Archivo de la Diputación Provincial de Zaragoza (que contiene el antiguo Archivo del Reino) los listados completos de los cabezas de familia. Por su parte, Antonio Serrano Montalvo transcribió, analizó y editó este fogaje.
El fogaje fue pactado en las Cortes Catalanas para que no solo se cobrase en las tierras reales, sino también en los dominios de los señores laicos y eclesiásticos.
La organización del cobro de los fogajes y de la confección de las fogueraciones quedó en manos de las Cortes y pronto de la Diputación del General. Sobre la forma de cobro, a veces se establecía una cantidad por fuego y a veces se establecía una cantidad global que se debía dividir por el número total de fuegos contados. Asimismo, aunque a veces fueran contados los masos abandonados (todavía en 1358), los fuegos de musulmanes y los de judíos, normalmente no fue así. En ocasiones, en las Cortes también se pudo pactar el establecimiento de un número convencional de fuegos que había en algunas grandes señorías (casas tasadas); es el caso del marquesado de Tortosa, los condados de Urgel, de Pallars, de Ampurias o los vizcondados de Castellbò o de Rocabertí.
- Fogaje de 1362
- Fogaje de 1495